# Jambo (Spiel)
Jambo ist ein Kartenspiel von Rüdiger Dorn, das 2004 im Kosmos Verlag erschienen ist. Es ist für 2 Spieler ab 12 Jahren geeignet und dauert etwa 40 Minuten.

## Namensherkunft und Handlung
„Jambo“ bedeutet „Hallo“ auf Swahili, vor Jahrhunderten sollen sich so die Händler in Afrika untereinander begrüßt haben. Die Spieler nehmen die Rolle von Händlern an, die durch möglichst geschickten Handel und unter Einsatz von Sonderkarten Gold sammeln. Gewinner ist, wer als erstes 60 Goldstücke erwirtschaften konnte.

## Spielablauf
Herz des Spiels ist der Marktstand eines jeden Spielers, für den man Ware aufkaufen und – natürlich mit Gewinn – die Ware wieder verkaufen kann. Das Spiel ist rundenbasiert, wobei man in jeder Runde 5 Aktionspunkte zur Verfügung hat. Das Ausspielen einer Warenkarte kostet zum Beispiel einen Aktionspunkt. Allerdings befinden sich im Kartenstapel mehr Sonderkarten als Warenkarten. So lebt das Spiel davon, dass man sich mit diesen Sonderkarten Vorteile erkauft oder dem Gegner Schaden zufügt. Dadurch ist auch ein ausgewogenes Verhältnis zwischen Glück und Taktik gegeben. Man hat zwar keinen Einfluss, welche Karte man zieht, durch das Ausspielen von Sonderkarten im möglichst besten Moment kann man jedoch auch taktische Vorteile erzielen.

## Erweiterungen
Zu Jambo sind bisher zwei Erweiterungen erschienen, die jedoch nicht durch Kosmos, sondern durch 12spiel.de verlegt wurden. Die 2007 veröffentlichte erste Erweiterung enthält 50 Karten, die sich in drei voneinander unabhängigen Modulen in das Grundspiel eingliedern lassen und unter anderem eine alternative Möglichkeit bieten, das Spiel zu gewinnen. Eine zweite, 60 Karten umfassende Erweiterung ist seit Anfang August 2009 erhältlich.

## Erfolg des Spiels
Wie in nebenstehender Infobox ersichtlich ist, wurde das Spiel mehrfach für Spielepreise nominiert, wurde jedoch erst einmal mit dem 1. Platz gekrönt. Dennoch verkauft sich das Spiel gut und der Verlag wirbt damit, dass das Spiel bereits mehr als 40.000 Mal verkauft worden sei.